# Yūki Itō (sciatrice)
Yūki Itō (Shimokawa, 10 maggio 1994) è una saltatrice con gli sci giapponese.

## Biografia
In Coppa Continentale, la massima competizione femminile di salto prima dell'istituzione della Coppa del Mondo nella stagione 2012, ha esordito il 5 marzo 2007 a Zaō (17ª), ha ottenuto il primo podio il 10 marzo successivo a Sapporo (3ª) e la prima vittoria il 9 marzo 2011 ancora a Zaō. In Coppa del Mondo ha esordito il 4 febbraio 2012 a Hinzenbach (19ª), ha conquistato il primo podio il 23 novembre successivo a Lillehammer (2ª) e la prima vittoria il 6 dicembre 2013, ancora a Lillehammer.
In carriera ha partecipato a tre edizioni dei Giochi olimpici invernali, Soči 2014 (7ª nel trampolino normale), Pyeongchang 2018 (9ª nel trampolino normale) e Pechino 2022 (13ª nel trampolino normale, 4ª nella gara a squadre mista) e a nove edizioni dei Campionati mondiali, vincendo cinque medaglie.

## Palmarès

### Mondiali
- 5 medaglie:
  - 1 oro (gara a squadre mista dal trampolino normale a Val di Fiemme 2013)
  - 2 argenti (trampolino normale a Falun 2015; trampolino normale a Lahti 2017)
  - 2 bronzi (gara a squadre mista dal trampolino normale a Falun 2015; gara a squadre mista dal trampolino normale a Lahti 2017)

### Mondiali juniores
- 3 medaglie:
  - 2 ori (gara a squadre a Erzurum 2012; gara a squadre a Val di Fiemme 2014)
  - 1 bronzo (trampolino normale a Otepää 2011)

### Coppa del Mondo
- Miglior piazzamento in classifica generale: 2ª nel 2017
- 34 podi (28 individuali, 6 a squadre):
  - 12 vittorie (9 individuali, 3 a squadre)
  - 12 secondi posti (10 individuali, 2 a squadre)
  - 10 terzi posti (9 individuali, 1 a squadre)

#### Coppa del Mondo - vittorie
| Data             | Località             | Nazione       | Trampolino                                                           |
| ---------------- | -------------------- | ------------- | -------------------------------------------------------------------- |
| 6 dicembre 2013  | Lillehammer          | Norvegia      | Lysgårdsbakken HS100 (con Daiki Itō, Sara Takanashi e Taku Takeuchi) |
| 14 gennaio 2017  | Sapporo              | Giappone      | Miyanomori HS100                                                     |
| 20 gennaio 2017  | Zaō                  | Giappone      | Yamagata HS100                                                       |
| 21 gennaio 2017  | Zaō                  | Giappone      | Yamagata HS100                                                       |
| 15 febbraio 2017 | Pyeongchang Alpensia | Corea del Sud | Alpensia HS109                                                       |
| 12 marzo 2017    | Oslo Holmenkollen    | Norvegia      | Holmenkollen HS134                                                   |
| 16 dicembre 2017 | Hinterzarten         | Germania      | Rothaus HS108 (con Kaori Iwabuchi, Yūka Setō e Sara Takanashi)       |
| 20 gennaio 2018  | Zaō                  | Giappone      | Yamagata HS102 (con Kaori Iwabuchi, Yūka Setō e Sara Takanashi)      |
| 5 febbraio 2023  | Willingen            | Germania      | Mühlenkopf HS147                                                     |
| 24 marzo 2023    | Lahti                | Finlandia     | Salpausselkä HS130                                                   |
| 2 dicembre 2023  | Lillehammer          | Norvegia      | Lysgårdsbakken HS98                                                  |
| 14 gennaio 2024  | Sapporo              | Giappone      | Ōkurayama HS134                                                      |

### Coppa Continentale
- Miglior piazzamento in classifica generale: 17ª nel 2011
- 4 podi:
  - 1 vittoria
  - 3 terzi posti

#### Coppa Continentale - vittorie
| Data         | Località | Nazione  | Trampolino     |
| ------------ | -------- | -------- | -------------- |
| 9 marzo 2011 | Zaō      | Giappone | Yamagata HS100 |